# Eleições parlamentares europeias de 2007 (Roménia)
As eleições parlamentares europeia de 2007 na Roménia, realizaram-se a 25 de novembro e, serviram para, pela primeira vez, eleger os 35 deputados nacionais ao Parlamento Europeu.

## Resultados Oficiais
| Partido                 | Partido                                     | Votos      | %               | Deputados |
| ----------------------- | ------------------------------------------- | ---------- | --------------- | --------- |
|                         | Partido Democrático                         | 1 476 105  | 28,81 / 100,00  | 13 / 35   |
|                         | Partido Social-Democrata                    | 1 184 018  | 23,11 / 100,00  | 10 / 35   |
|                         | Partido Nacional Liberal                    | 688 859    | 13,44 / 100,00  | 6 / 35    |
|                         | Partido Liberal Democrata                   | 398 901    | 7,78 / 100,00   | 3 / 35    |
|                         | União Democrática dos Húngaros              | 282 929    | 5,52 / 100,00   | 2 / 35    |
|                         | Partido da Nova Geração - Democrata-Cristão | 248 863    | 4,85 / 100,00   | 0 / 35    |
|                         | Partido da Grande Roménia                   | 212 596    | 4,15 / 100,00   | 0 / 35    |
|                         | László Tőkés                                | 176 533    | 3,44 / 100,00   | 1 / 35    |
|                         | Partido Conservador                         | 150 385    | 2,93 / 100,00   | 0 / 35    |
|                         | Partido da Iniciativa Nacional              | 124 829    | 2,43 / 100,00   | 0 / 35    |
|                         | Partido Nacional Agrário Democrata-Cristão  | 71 001     | 1,38 / 100,00   | 0 / 35    |
|                         | Partido dos Roma                            | 58 903     | 1,14 / 100,00   | 0 / 35    |
|                         | Outros                                      | 48 304     | 0,93 / 100,00   | 0 / 35    |
| Votos Inválidos         | Votos Inválidos                             | 246 555    | 4,62 / 100,00   |           |
| Total                   | Total                                       | 5 370 171  | 100,00 / 100,00 | 35 / 35   |
| Eleitorado/Participação | Eleitorado/Participação                     | 18 228 686 | 29,46 / 100,00  |           |
| Fonte                   | Fonte                                       | [ 1 ]      | [ 1 ]           | [ 1 ]     |